# Saint-André-des-Eaux, Loire-Atlantique
Saint-André-des-Eaux är en kommun i departementet Loire-Atlantique i regionen Pays de la Loire i nordvästra Frankrike. Kommunen ligger i kantonen Guérande som tillhör arrondissementet Saint-Nazaire. År 2022 hade Saint-André-des-Eaux 6 949 invånare.

## Befolkningsutveckling
Antalet invånare i kommunen Saint-André-des-Eaux
| Referens: INSEE |